# Pandanus graminifolius
Pandanus graminifolius är en enhjärtbladig växtart som beskrevs av Wilhelm Sulpiz Kurz. Pandanus graminifolius ingår i släktet Pandanus och familjen Pandanaceae. Inga underarter finns listade.